# Ambiguous

Ambiguous (曖昧, Aimai), también conocida como "Obscene Internet Group: Make Me Come!!" (猥褻ネット集団　いかせて!!, Waisetsu Netto Shūdan Ikasete!!) y "Group Suicide: The Last Supper (集団自殺　最後の晩餐, Shūdan Jissatsu: Saigo no Bansan)", es una película japonesa del 2003. Considerada dentro de la categoría Pinky violence o Pink Eiga, fue dirigido por Toshiya Ueno. Fue seleccionada a la mejor película del año en la ceremonia del Pink Grand Prix.

## Argumento
Un grupo especial de gente, todos ellos con problemas en sus vidas diarias, se conocen por internet y deciden cometer un suicidio juntos. Marginados por la sociedad, pactan una cita para encontrarse y suicidarse.